# Atensko Vojvodstvo
Atensko Vojvodstvo ili Vojvodstvo Atena (grč. Δουκᾶτον Ἀθηνῶν; kat. Ducat d'Atenes), križarska država osnovana na području današnje Grčke nakon latinskog rušenja Bizantskog Carstva početkom 13. stoljeća sa sjedištem u gradu Ateni. Bila je vazalna država Solunskog Kraljevstva, a trajala je do pada pod osmansku vlast 1460. godine.
U prvom razdoblju Atenskim vojvodstvom vladali su vojvode iz burgundske feudalne obitelji De la Roche. Kada su osvojili grad Tebu premjestili su svoju prijestolnicu u taj grad, a Atena je ostala važno crkveno središte. Poslije smrti Gvida II., posljednjeg atenskog vojvode iz dinastije De la Roche, 1308. godine, atenski parlament izabrao je grofa Valtera V. od Briennea za novog atenskog vojvodu, ali već 1311. godine Atensko Vojvodstvo je osvojila katalonska družina, grupa zapadnjačkih plaćenika, poznata pod nazivom almogávares, koja je vladala vojvodstvom u drugom razdoblju (do 1388. godine). Kada je Teba bila izgubljena 1379. godine, glavni grad je opet prebačen u Atenu.
Godine 1388. firentinska plemićka obitelj Acciaioli osvojila je Atensko Vojvodstvo uz pomoć navarske družine i protjerala katalonsku družinu. Atensko Vojvodstvo ostalo je u njihovoj vlasti do 1460. godine kada su Osmanlije ubile posljednjeg atenskog vojvodu Franju II. Acciaiolija.